# Трифторид алюминия
Фторид алюминия — неорганическое бинарное соединение алюминия и фтора. Химическая формула AlF3. 

## Физические свойства
Фторид алюминия представляет собой бесцветное или белое кристаллическое вещество. Данное соединение не встречается в природе, производится искусственно различными способами, или же образуется как сопутствующее вещество при обработке фторсодержащего сырья. При сильном нагревании возгоняется без разложения. При обычных условиях устойчива α-модификация с тригональной решёткой (а = 0,5039 нм, α = 58,50°, z = 2, пространственная группа R32), плотность 2,882 г/см³. При нагревании до 700 ℃ переходит в γ-модификацию с тетрагональной решёткой (а = 0,354 нм, с = 0,600 нм).
Длина связи Al—F составляет 0,163 нм. В газовой фазе при температуре около 1000 ℃ трифторид алюминия существует в виде молекул тригональной симметрии D3h.
Фторид алюминия плохо растворим в воде (0,41 % по массе при 25 ℃), лучше — в растворах HF; нерастворим в органических растворителях.

## Получение
Взаимодействием Аl2О3 или Аl(ОН)3 с раствором HF с последующим выделением, сушкой и прокаливанием при 500—600 ℃ образовавшегося кристаллогидрата AlF3·3H2O:
{\displaystyle {\mathsf {Al(OH)_{3}+HF\rightarrow AlF_{3}\cdot 3H_{2}O{\xrightarrow {500^{o}C}}AlF_{3}+3H_{2}O}}}
Действием на Аl2О3 газообразного HF при 450—600 ℃:
{\displaystyle {\mathsf {Al_{2}O_{3}+6HF{\xrightarrow {450-600^{o}C}}2AlF_{3}+3H_{2}O}}}
По реакции:
{\displaystyle {\mathsf {2Al(OH)_{3}+H_{2}SiF_{6}{\xrightarrow {H_{2}O}}2AlF_{3}\cdot 3H_{2}O+SiO_{2}\cdot nH_{2}O}}}
с последующем выделением, сушкой и прокаливанием гидрата.
При температуре 700 ℃ спекание гексафторсиликата натрия с алюминием даёт на выходе чистый кремний, гексафторалюминат натрия и трифторид алюминия:
{\displaystyle {\mathsf {3Na_{2}[SiF_{6}]+4Al{\xrightarrow {700^{o}C}}\ 3Si+2Na_{3}[AlF_{6}]+2AlF_{3}}}}
Самым лёгким путём получения трифторида алюминия является прямая реакция фтора с алюминием при температуре 600 ℃:
{\displaystyle {\mathsf {2Al+3F_{2}{\xrightarrow {600^{o}C}}2AlF_{3}}}}
Нагрев моногидрата трифторида алюминия до примерно 175 ℃ приводит к его разложению на воду и трифторид алюминия:
{\displaystyle {\mathsf {AlF_{3}\cdot H_{2}O{\xrightarrow {175^{o}C}}AlF_{3}+H_{2}O}}}
Для получения чистого безводного трифторида алюминия необходимо нагреть гексафторалюминат аммония, после чего образуется трифторид алюминия и фторид аммония:
{\displaystyle {\mathsf {(NH_{4})_{3}AlF_{6}\longrightarrow AlF_{3}+3NH_{4}F}}}
В основном трифторид алюминия получают при обработке оксида алюминия гексафторсиликоновой кислотой, где на выходе получается оксид кремния(IV), трифторид алюминия и вода:
{\displaystyle {\mathsf {H_{2}SiF_{6}+Al_{2}O_{3}\longrightarrow 2AlF_{3}+SiO_{2}+H_{2}O}}}
Кроме того, он изготавливается путём термического разложения аммония гексафторалюмината.

## Химические свойства
Не обаладает летучестью, тугоплавкий, плохо растворим в воде и органических кислотах. Хорошо растворяется в водных растворах плавиковой кислоты. При нагреве имеет склонность испарению, не переходя в жидкое состояние. Не горюч, и не взрывоопасен, однако очень токсичен.
Не вступает в реакции с щелочами и кислотами, кроме серной кислоты. Вступает в реакции с расплавами щелочей. При реакции с водой под воздействием высоких температур образует гидроксид алюминия. При реакции с фторидными соединения из трифторида алюминия можно получить фтороалюминаты.
Образует кристаллогидраты с 1 и 3 молекулами воды, которые легко разрушаются при нагревании:
{\displaystyle {\mathsf {AlF_{3}\cdot H_{2}O{\xrightarrow {150-200^{o}C}}AlF_{3}+H_{2}O}}}
При нагревании гидролизуется парами воды:
{\displaystyle {\mathsf {AlF_{3}+3H_{2}O{\xrightarrow {400^{o}C}}Al(OH)_{3}+3HF}}}
Медленно взаимодействует с концентрированной серной кислотой H2SO4:
{\displaystyle {\mathsf {2AlF_{3}+3H_{2}SO_{4}{\xrightarrow {}}Al_{2}(SO_{4})_{3}+6HF}}}
Разлагается растворами и расплавами щелочей.
{\displaystyle {\mathsf {AlF_{3}+3(NH_{3}\cdot H_{2}O){\xrightarrow {}}Al(OH)_{3}+3NH_{4}F}}}
{\displaystyle {\mathsf {4AlF_{3}+4NaOH{\xrightarrow {}}Na[Al(OH)_{4}]+3Na[AlF_{4}]}}}
С фторидами щелочных металлов AlF3 образует фтороалюминаты, например, гексафтороалюминат натрия Na3[AlF6]:
{\displaystyle {\mathsf {AlF_{3}+3NaF{\xrightarrow {}}Na_{3}[AlF_{6}]}}}

## Применение
- Трифторид алюминия используется как компонент электролита (примерно 5-15 %) при электролитическом производстве алюминия. Совместно с другими применяемыми добавками в электролит (фторид кальция, фторид магния, фторид лития), он уменьшает температуру плавления электролита до 930—950 ℃ и повышает эффективность процесса электролиза (увеличивается выход по току, уменьшается удельный расход электроэнергии).
- Входит в состав флюсов, эмалей, стёкол, глазурей, керамики, покрытий сварочных электродов; является катализатором в органическом синтезе.
- Как антисептик для предотвращения брожения;
- В производстве киноплёнки.
- Получение чистого алюминия;
- Производство криолита;
- Очистка алюминия и перекиси водорода;
- Изготовление флюсов или сварочных электродов;
- Изготовление оптических деталей, приборов и т.д.

## Безопасность
Фторид алюминия ядовит, при контакте с кожей вызывает раздражение. Обладает нейротоксичностью. Полулетальная доза (ЛД50) для крыс составляет 100 мг/кг при пероральном введении.
Систематическое или длительное вдыхание пыли фторида алюминия может спровоцировать развитие астмы и оказать негативное воздействие на костную ткань и нервную систему, приводя к флюорозу и нарушениям нервной системы. Из-за содержания в составе вещества ионов фтора является очень токсичным веществом. Нейротоксические эффекты фторидов обусловлены образованием фторидных комплексов, структурно схожими с фосфатными остатками, что приводит к связыванию с АТФ-фосфогидролазами и фосфолипазой D, что приводит к их ингибированию.
Вещество относят к 3-му классу опасности. При попадании в органы дыхания в виде пыли (или других мелких частиц) может вызвать сильное отравление. Плохо выводится из организма, имеет накопительный эффект. При длительном взаимодействии человека с трифторидом алюминия может вызвать различные сердечно-сосудистые заболевания, разрушение зубов, кожные заболевания.
Работы с трифторидом алюминия проводят в помещениях с хорошей вентиляцией. В местах, где возможно образование пыли данного вещества должна быть оборудована локальная вытяжка. Производственные установки должны быть герметичны. Человек должен работать с данным соединением только в респираторе, защитных очках и перчатках.